# 5ジャン6キ

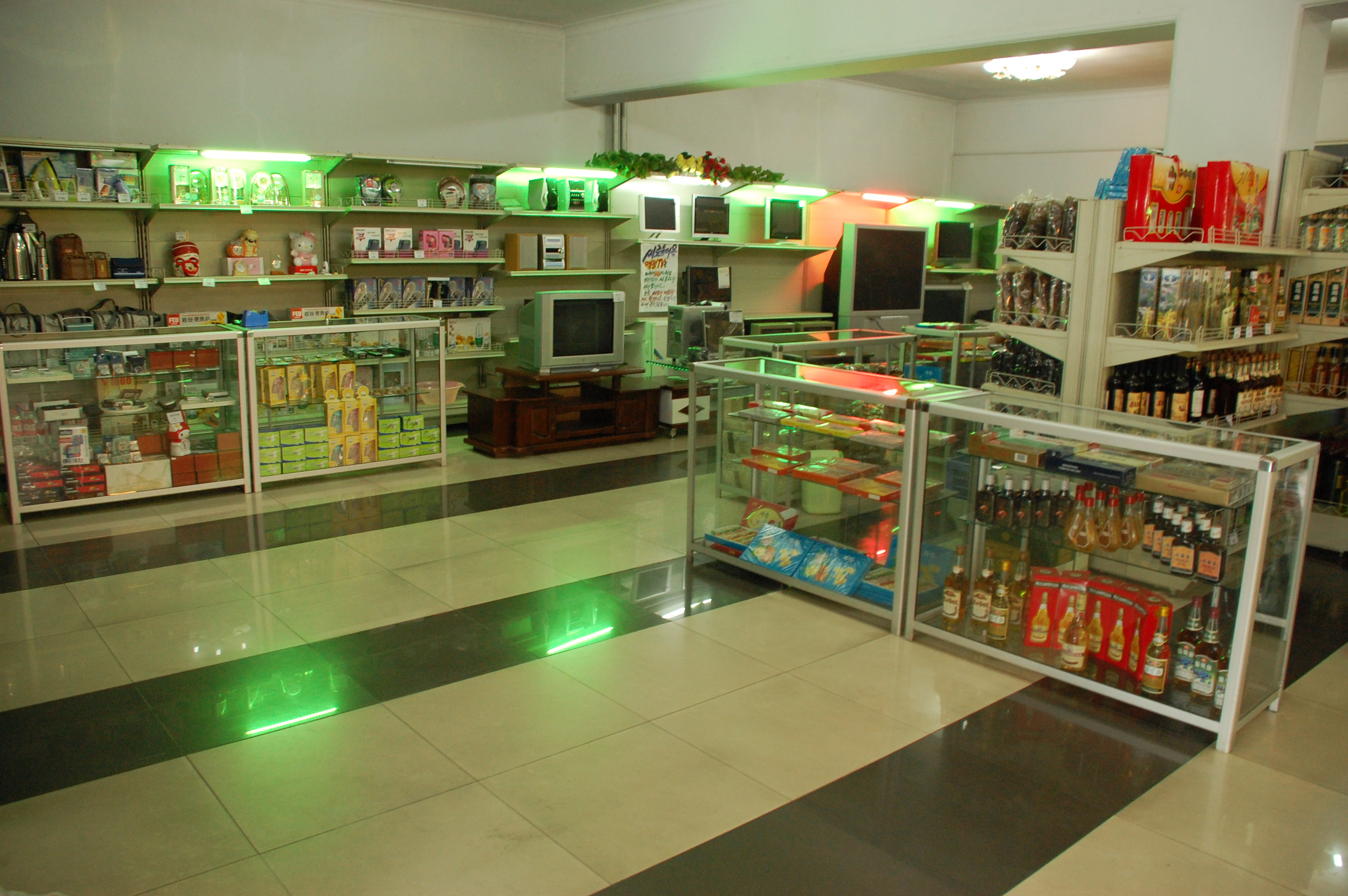
平壌第1百貨店の電化製品売場（2007年）
6キの1つであるテレビが陳列されている。

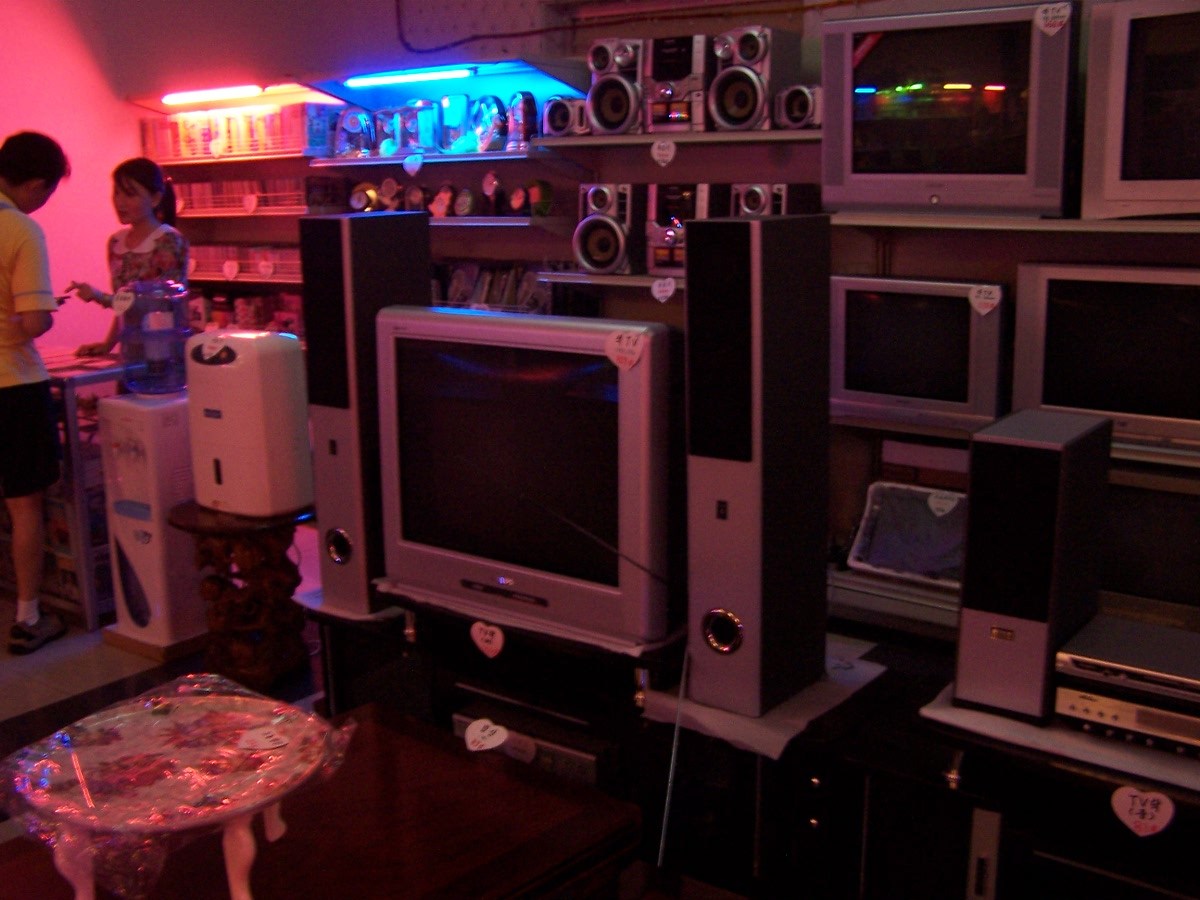
平壌市内の外貨ショップ。6キの1つであるテレビやステレオが見える。

5ジャン6キ（5欌6機/5장6기、5チャン6キと読むこともある）は、朝鮮民主主義人民共和国（北朝鮮）で、一般家庭に必要とされる家財道具を指す言葉。「ジャン（장、漢字表記で
は「欌」）」は器、入れ物を、「キ（기、漢字表記では「機」）」は機械、転じて家電製品を意味する。

## 内容
生活に必要な耐久消費財を五臓六腑に例えたもので、家具一式の総称として使われることもある。
平壌市内の女性が結婚時に準備したがるが、北朝鮮における消費財の供給は著しく少なく、また電化製品は高価でもある。そのため実際に5ジャン6キが家庭にあるのは、特権階級や、出稼ぎ労働者など海外からの仕送りがある裕福層、ごく一部の新婚家庭などに過ぎず、2007年頃でも5ジャン6キを揃えることができる新婚家庭は0.1%にすぎなかった。大半の一般家庭では、布団箪笥・食器棚とテレビ・ミシン・録音機の2ジャン3キ（2장3기）が普通で、農村では貧困や食糧不足でこれらも売却する家庭があるという。

### 5ジャン
- 布団箪笥（イブルジャン、이불欌/이불장）
- 洋服箪笥（ヤンボクジャン、洋服欌/양복장）
- 本棚（チェクジャン、冊欌/책장）または飾り棚[2][4]
- 下駄箱（シンバルジャン、신발欌/신발장）
- 食器棚（チャンジャン、饌欌/찬장）

### 6キ
- 受像機（スサンギ、受像機/수상기、テレビ）
- 冷凍機（ネンドンギ、冷凍機/냉동기、冷蔵庫）
- 録音機（ノグムギ、録音機/녹음기、テープレコーダー[1]、ステレオ[2]）
- 裁縫機（ジェボンギ、裁縫機/재봉기、ミシン）
- 扇風機（ソンプンギ、扇風機/선풍기）
- 洗濯機（セタッキ、洗濯機/세탁기）

洗濯機または録音機を含めずに、写真機（サジンギ、寫眞機/사진기、カメラ）を加えることもある。

## 参考資料
1. 1 2 3 4 5 6 7 8 9  安海龍 著、韓興鉄 訳『北朝鮮の日常風景』石任生・撮影、コモンズ、2007年、23頁。ISBN 978-4-86187-034-7。
2. 1 2 3 4  “1日14時間の重労働…稼いだドルは金正日の忠誠資金に”. Daily NK
3. 1 2 3 4 5 6  鄭銀淑『図解 あっと驚く、北朝鮮!』三笠書房、2004年、20頁。ISBN 4-8379-2091-8。
4. 1 2 3  “＜ピープル＞『平壌はすごい』出版した脱北者リム・イル氏”.  中央日報 (2007年2月27日). 2024年8月25日閲覧。